# Industrialized Overload
Industrialized Overload è un singolo del cantautore statunitense Serj Tankian, pubblicato il 22 dicembre 2017.

## Descrizione
Il brano è tra i primi realizzati da Tankian in qualità di artista solista ed è stato distribuito inizialmente per il download gratuito come segno di ringraziamento verso gli iscritti alla sua newsletter che lo hanno supportato fino a quel momento.
Pur essendo stato reso disponibile gratuitamente tra il 20 e il 31 dicembre 2017, l'artista lo ha anche pubblicato ufficialmente per l'acquisto il 22 dello stesso mese.

## Tracce
1. Industrialized Overload – 3:36